# Sol En Si

Llaç vermell que simbolitza la solidaritat amb els afectats per la sida.

Sol En Si significa, en francès, Solidarité Enfants Sida. Es tracta d'una associació creada el 1990 que té per objectiu ajudar els infants afectats pel virus de la sida, així com a les seves famílies.
L'associació va néixer a l'Illa de França (París) el 1990. "Sol en si" obté recursos venent CD i llibres, així com organitzant concerts. Per tal de fer-ho, compta amb l'ajut desinteressat de nombrosos artistes, sobretot de parla francesa (Carla Bruni, Calogero, etc.).
Per tal de promoure la seva actuació entre el públic i de generar confiança als seus benefactors, l'associació es troba adherida al Comité de la Charte francès.
"Sol en si" disposa de personal que treballa a les cases d'acollida. També compta amb nombrosos voluntaris que acullen els infants a casa seva durant les vacances o fins i tot durant tot l'any. També hi ha qui realitza l'apadrinament dels nens.

## Les accions
"Sol en si" ha creat una casa d'acollida a Marsella per ajudar els infants en la seva vida social. Periòdicament, hom organitza estades dels adolescents en llocs atractius (per exemple, en zones d'esquí).
L'associació estimula els infants al diàleg i a abordar les preguntes relatives a la malaltia. També permet als nens de trobar-se amb altres nens que visquin el mateix problema i afavorir la solidaritat i l'obertura social envers els altres.
En el vessant internacional, "Sol En Si", amb l'ajut de les associacions locals, aporta suport psicològic, social, escolar i sanitari als orfes de la sida a l'Àfrica.